# Чжоунін
27°06′21″ пн. ш. 119°19′59″ сх. д. / 27.10595° пн. ш. 119.33301° сх. д.
Чжоунін (кит. 周宁县, пін. Zhōuníng Xiàn) — один із повітів КНР у складі префектури Нінде, провінція Фуцзянь. Адміністративний центр — містечко Шичен.

## Географія
Чжоунін у середньому лежить на висоті близько 890 метрів над рівнем моря у східних передгір'ях пасма Цзюфеншань.

### Клімат
Повіт знаходиться у зоні, котра характеризується вологим субтропічним кліматом. Найтепліший місяць — липень із середньою температурою 24,2 °C. Найхолодніший місяць — січень, із середньою температурою 5,6 °С.
| Клімат повіту Чжоунін   | Клімат повіту Чжоунін | Клімат повіту Чжоунін | Клімат повіту Чжоунін | Клімат повіту Чжоунін | Клімат повіту Чжоунін | Клімат повіту Чжоунін | Клімат повіту Чжоунін | Клімат повіту Чжоунін | Клімат повіту Чжоунін | Клімат повіту Чжоунін | Клімат повіту Чжоунін | Клімат повіту Чжоунін | Клімат повіту Чжоунін |
| Показник                | Січ.                  | Лют.                  | Бер.                  | Квіт.                 | Трав.                 | Черв.                 | Лип.                  | Серп.                 | Вер.                  | Жовт.                 | Лист.                 | Груд.                 | Рік                   |
| Середній максимум, °C   | 10,3                  | 11,3                  | 14,6                  | 19,1                  | 22,6                  | 25,4                  | 28,5                  | 27,6                  | 24,5                  | 20,6                  | 16,5                  | 12,5                  | 19,5                  |
| Середня температура, °C | 5,6                   | 6,8                   | 9,9                   | 14,6                  | 18,4                  | 21,6                  | 24,2                  | 23,3                  | 20,5                  | 16,2                  | 11,8                  | 7,2                   | 15                    |
| Середній мінімум, °C    | 2,4                   | 3,6                   | 6,4                   | 10,9                  | 15                    | 18,7                  | 20,8                  | 20,2                  | 17,6                  | 12,9                  | 8,3                   | 3,5                   | 11,7                  |
| Норма опадів, мм        | 70.6                  | 111                   | 182.1                 | 184.4                 | 241.9                 | 306.6                 | 228                   | 311.1                 | 210.7                 | 83.8                  | 65.8                  | 53.4                  | 2049.4                |
| Вологість повітря, %    | 83                    | 86                    | 85                    | 83                    | 82                    | 84                    | 81                    | 84                    | 85                    | 82                    | 81                    | 79                    | 82.9                  |
| ----------------------- | --------------------- | --------------------- | --------------------- | --------------------- | --------------------- | --------------------- | --------------------- | --------------------- | --------------------- | --------------------- | --------------------- | --------------------- | --------------------- |
| Джерело: data.cma.cn    |                       |                       |                       |                       |                       |                       |                       |                       |                       |                       |                       |                       |                       |